# Opel 1.3 L

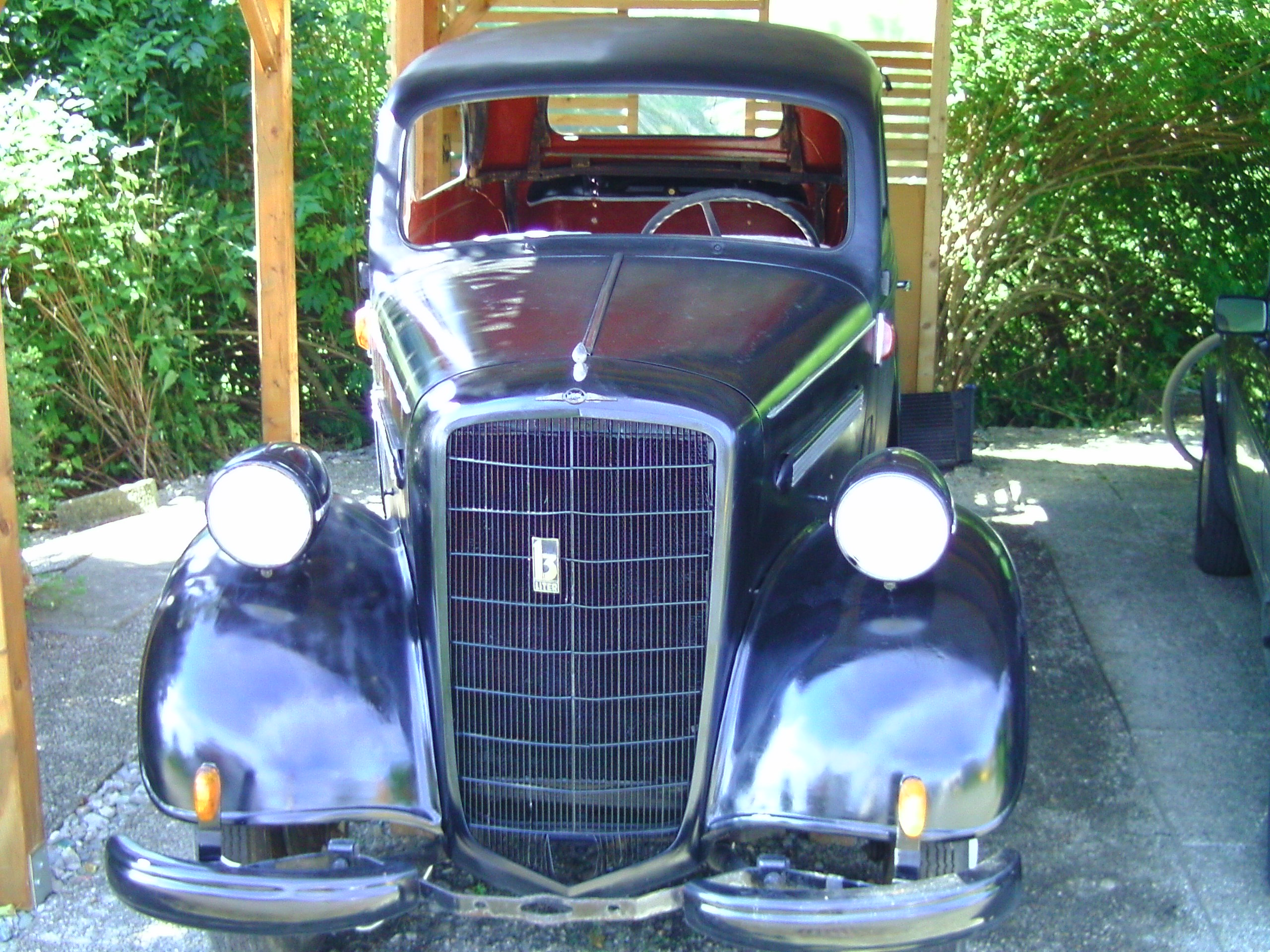
Opel 1.3 L face avant (1934)

L'Opel 1.3 L ou 1.3 Liter type 1397, était une automobile de milieu de gamme du constructeur allemand Opel. Elle fut construite seulement pendant un an et demi de janvier 1934 à octobre 1935. Trois variantes de carrosserie étaient disponibles, berline 2 et 4 portes et un cabriolet.

## Histoire
L'Opel 1.3 L a été présentée et immédiatement commercialisée en janvier 1934. Son appellation 1.3 Liter fait simplement référence à la cylindrée du moteur, pratique commune à l'époque pour quasiment tous les constructeurs automobiles. Sa carrosserie tranche nettement avec l'Opel 1,2 L qu'elle remplace, lancée en 1931 et qui a une carrosserie très carrée, du style "tacot" conservée sur l'Opel P4 de 1935, destinée à une clientèle "traditionnelle" attachée à ce type de carrosserie plutôt vieillot.

### Caractéristiques
L'Opel 1.3 L est la première voiture allemande à recevoir une carrosserie moderne pour l'époque, aux formes douces et arrondies, appelée par beaucoup "streamlining", style qui a débuté à partir du milieu des années 1930.
Ce nouveau modèle est développé sur la même base de la grosse limousine 2.0 L ou Opel 6, étudiée et lancée concomitamment, dont elle reprend la ligne extérieure mais également le châssis en acier dont l'empattement est réduit de 16 cm passant de 2.642 à 2.474 mm. Comme la 6, les roues avant sont indépendantes, une grande nouveauté pour les suspensions de l'époque, reprenant le principe Dubonnet cher à General Motors, avec des ressorts hélicoïdaux et des amortisseurs hydrauliques à double effet plus une barre stabilisatrice.
Le système de freinage comprend des freins à tambour sur chaque roue. La boîte de vitesses est de base à trois rapports. Ce n'est que sur option que l'on peut obtenir un quatrième rapport. Le moteur est particulier. En effet, il n'a pas été développé à Rüsselsheim mais chez General Motors aux États-Unis. C'est un bloc 4 cylindres de 1.288 cm3 développant 24 ch à 3.200 tr/min et un couple de 68 N m à 1600 tr/min.

## La production
Deux exemplaires de présérie de lOpel 1.3 L ont été fabriqués en 1933. La fabrication des versions en série a débuté en janvier 1934 et s'est achevée en octobre 1935 après 29.000 exemplaires. Elle a été remplacée par l'Opel Olympia.